# 徐霆
徐霆（?—?），字长孺，宋朝温州永嘉人，陈埴外甥，宋朝官員。
宋理宗绍定年間，擔任赵善湘的幕僚，後参與擊敗李全有功，被授予官職。端平初年跟隨邹伸之等人出使蒙古。嘉熙初年，擔任江东路兵马钤辖。后擔任江西兵马钤辖、钦州知州、復州知州等職。最終以武功大夫的官位致仕。著作有《黑鞑事略疏证》。